# Dominicaines de l'Immaculée Conception
Les Dominicaines de l'Immaculée Conception sont une congrégation religieuse féminine enseignante et hospitalière de droit pontifical. 

## Historique
En 1866, Mère Marie-Hedwige (1826-1894), sœur de Marie-Immaculée de Marseille, est envoyé à Toulouse par son institut pour créer une école pour enfants aveugles. Sous la direction de son confesseur, le Père Hyacinthe-Marie Cormier (1832-1916) elle sépare la communauté toulousaine de la maison-mère de Marseille pour en faire un institut autonome. Il est agrégé à l'ordre des Prêcheurs le 8 décembre 1884 par un décret de José María Larroca (es), maître de l'ordre des Prêcheurs. La congrégation se répand rapidement et à partir de 1889, des missions sont ouvertes en Équateur et au Pérou.
L'institut reçoit le décret de louange le 7 mars 1899 et ses constitutions sont définitivement approuvées par le Saint-Siège le 15 septembre 1910. En 1929, la maison-mère s'installe un moment à Pompignan et revient à Toulouse en 1987.

## Activités et diffusion
Les sœurs se dédient à l'enseignement, aux soins des personnes âgées et des malades.
Elles sont présentes en: 
- Europe : France, Italie, Espagne.
- Amérique : Argentine, Colombie, Équateur, États-Unis, Mexique, Pérou.

La maison-mère est à Rome. 
En 2017, la congrégation comptait 344 religieuses dans 66 maisons.